# Margaret Kidwell
Margaret Gale Kidwell (* 17. August 1933 in Askham, Nottinghamshire) ist eine britisch-amerikanische Evolutionsbiologin und emeritierte Regents-Professorin an der University of Arizona, Tucson.

## Leben
Sie wuchs während des Zweiten Weltkriegs auf einer Farm in den englischen Midlands auf. Nach ihrem Abschluss an der University of Nottingham im Jahr 1953 war sie 1955–1960 im britischen öffentlichen Dienst als Agricultural Advisory Officer tätig. 1960 zog sie im Rahmen eines Stipendiums der Kellogg Foundation in die USA, um an der Iowa State University Genetik und Statistik zu studieren. Sie heiratete 1961 den quantitativen Genetiker James F. Kidwell, erlangte 1962 ihren MS Abschluss und zog 1963 mit ihrem Mann an die Brown University. 1973 erhielt sie ihren Doktortitel an der Brown University unter der Leitung von Masatoshi Nei im Zuge ihrer Thesis "An investigation of some genetic properties of a mutator mechanism in Drosophila melanogaster". Von 1973 bis 1984 betrieb sie unabhängige Forschungen zu einer Reihe anomaler genetischer Phänomene bei Drosophila, die später zu gemeinsamen Studien führten. Ihre Forschung führte zur Entdeckung der Hybriddysgenese und zur Isolierung transponierbarer P-Elemente. Nach ihrer Ernennung zur Professorin für Biologie an der Brown University im Jahr 1984 wechselte sie 1985 als Professorin für Ökologie und Evolutionsbiologie an die University of Arizona. Zu ihren weiteren Positionen gehörten die Leitung des Interdisziplinären Genetikprogramms von 1988 bis 1991 und die Leitung der Abteilung für Ökologie und Evolutionsbiologie von 1992 bis 1997. Die Forschung an der University of Arizona konzentrierte sich zunehmend auf die evolutionäre Bedeutung transponierbarer genetischer Elemente.

## Auszeichnungen
Kidwell wurde 1992 zum Fellow der American Association for the Advancement of Science gewählt. 1993 wurde sie zum Fellow der American Academy of Arts and Sciences gewählt. 1994 wurde sie Regentprofessorin für Ökologie und Evolutionsbiologie an der University of Arizona. Sie erhielt 1991 den Key Distinguished Lecture Award der American Genetic Association. 1996 wurde sie als erste Frau aus Arizona in die National Academy of Sciences der Vereinigten Staaten gewählt.

## Ausgewählte Publikationen
- Kidwell, M. G.  1972. Genetic change of recombination value in Drosophila melanogaster: I.  Artificial selection for high and low recombination and some properties of recombination-modifying genes. Genetics 70: 419-432.
- Kidwell, M. G., J. F. Kidwell & M. Nei  1973. A case of high rate of spontaneous mutation affecting viability in Drosophila melanogaster. Genetics 75: 133-153.
- Kidwell, M. G., J. F. Kidwell & J. A. Sved  1977. Hybrid dysgenesis in D. melanogaster: a syndrome of aberrant traits including mutation, sterility & male recombination. Genetics 86: 813–833.
- Rubin, G. M., M. G. Kidwell & P. M. Bingham  1982. The molecular basis of P-M hybrid dysgenesis: The nature of induced mutations.  Cell 29: 987-994.
- Kidwell, M. G. 1983. Evolution of hybrid dysgenesis determinants in Drosophila melanogaster. Proc. Nat. Acad. Sci. USA 80: 1655-1659.
- Kidwell, M. G. and D. Lisch.  1997.  Transposable elements as sources of variation in animals and plants. Proc. Natl. Acad. Sci. 94: 7704-7711.
- Kidwell,  M. G. and D. R. Lisch  (2001)   Perspective: Transposable elements, parasitic DNA and genome evolution. Evolution 55:1-24.
- Kidwell, M. G. and D. R. Lisch  2017. Hybrid Dysgenesis. In Reference Module in Life  Sciences, Elsevier, Oxford.